# 馮柱
冯柱（?—?），南阳郡湖阳县（今河南省唐河县西南）人，东汉人物，汉光武帝时司空冯鲂的儿子。
冯柱少年时为侍中，以恭肃谦约著称。冯柱尚汉明帝之女获嘉长公主刘姬，元和二年（85年）冯鲂去世，时年八十六岁。冯柱嗣爵杨邑乡侯，官至将作大匠。冯柱卒，其子冯定嗣爵杨邑侯，官至羽林中郎将。冯定卒，无子，杨邑侯国除。冯柱的小儿子冯石，在北乡侯刘懿当皇帝的时候，成为太傅。